# Jeans for Jesus
Jeans for Jesus est un groupe suisse d'electropop, originaire de Berne.

## Biographie
Les chemins des quatre membres fondateurs se croisent par hasard à New York. Lors d'un road trip, ils forment le groupe sur la base du consensus « qu'il faut faire de la musique esthétique avec des textes en allemand bernois, mais qui ne sonne pas suisse ». C'est en offrant un jean à un marginal nommé Jesús que le nom du groupe est né,.
Jeans for Jesus s'était déjà fait connaître avec ses deux premiers morceaux, le Kolleg Kapitalismus, « hilarant mais assez intelligent », et le « tube d'été abyssal » Estavayeah ; à propos de leur premier album et de sa « description tantôt dadaïste, tantôt laconique de la société », la WOZ déclarait : « Avec leur album désillusionné, Jeans for Jesus s'accorde étrangement de manière révoltante ».

## Discographie

### Albums studio
- 2014 : Jeans for Jesus (69e place en Suisse[6])
- 2017 : P R O (14e place en Suisse[6])
- 2020 : 19xx_2xxx_ (4e place en Suisse[6])
- 2021 : 2000 etc.
- 2022 : milleneufcentquelquechose

### Singles
- 2013 : Nie meh
- 2013 : Kapitalismus Kolleg
- 2013 : Estavayeah
- 2013 : Nie meh
- 2014 : Matrix und Zyt
- 2014 : L.A.
- 2017 : Dr letscht Popsong (Gäubi Taxis im Sand)
- 2018 : Europe (Remixes)
- 2019 : Babyboomsuperstar
- 2019 : Merci
- 2019 :  2000&irgendwo
- 2019 : 1900 quelquechose (feat. Stephan Eicher)
- 2020 : 127.0.0.x
- 2020 : Blatt im Wind
- 2020 : In Deinem Garten
- 2021 : 2000 etc. (feat. Steiner und Madlaina)
- 2021 : Weit weg
- 2021 : President